# CSI 7-League 2017
La CSI 7-League 2017 è la 1ª edizione del campionato nazionale di football a 7 organizzato dal CSI. Il campionato è iniziato il 5 novembre 2017 e terminerà il 13 gennaio 2018 con la disputa della finale.

## Squadre partecipanti
| Club              | Città       | Stadio                       | Sponsor ufficiale |
| ----------------- | ----------- | ---------------------------- | ----------------- |
| Bears Alessandria | Alessandria | Centogrigio Sport Village    |                   |
| Alligators Rovigo | Rovigo      | Alla Palude                  |                   |
| Commandos Brianza | Lecco       | Centro Polisportivo Al Bione |                   |

## Stagione regolare

### Calendario

#### 1ª giornata
| Alessandria 5 novembre 2017, ore 18:30 CET | Bears Alessandria | 8 – 21 | Alligators Rovigo | Centogrigio Sport Village |

#### 2ª giornata
| Lecco 12 novembre 2017, ore 18:00 CET | Commandos Brianza | 18 – 12 | Bears Alessandria | Centro Polisportivo Al Bione |

#### 3ª giornata
| Lecco 18 novembre 2017, ore 15:00 CET | Commandos Brianza | 24 – 19 | Alligators Rovigo | Centro Polisportivo Al Bione |

#### 4ª giornata
| Rovigo 25 novembre 2017, ore 20:00 CET | Alligators Rovigo | 19 – 6 | Bears Alessandria | Alla Palude |

#### 5ª giornata
| Alessandria 3 dicembre 2017, ore 14:00 CET | Bears Alessandria | 4 – 32 | Commandos Brianza | Centogrigio Sport Village |

#### 6ª giornata
| Rovigo 16 dicembre 2017, ore 18:00 CET | Alligators Rovigo | 2 – 20 | Commandos Brianza | Alla Palude |

### Classifica
- PCT = percentuale di vittorie, G = partite giocate, V = partite vinte, P = partite perse, PF = punti fatti, PS = punti subiti
- La qualificazione alla finale è indicata in verde

| Pos. | Squadra           | PCT   | G | V | P | PF | PS |
| ---- | ----------------- | ----- | - | - | - | -- | -- |
| 1    | Commandos Brianza | 1.000 | 4 | 4 | 0 | 94 | 37 |
| 2    | Alligators Rovigo | .500  | 4 | 2 | 2 | 61 | 58 |
| 3    | Bears Alessandria | .000  | 4 | 0 | 4 | 30 | 90 |

## Finale
| Lecco 13 gennaio 2018, ore 16:00 | Commandos Brianza | 25 – 0 | Alligators Rovigo | Centro Polisportivo al Bione |

## Verdetti
- Commandos Brianza Campioni CSI 7-League 2017.